# Julián Araujo
Julián Vicente Araujo Zúñiga, mais conhecido como Julián Araujo (Lompoc, 13 de agosto de 2001) é um futebolista norte-americano com nacionalidade mexicana que atua como lateral-direito. Atualmente defende o Bournemouth.

## Carreira

### Início
Julian Araujo nasceu em Lompoc, no estado  California, iniciando seus estudos na Lompoc High School. Depois de dois anos na Lompoc High School onde destacou-se na CIF Southern Division 4 na temporada 2016–17 e jogar pelo Santa Bárbara Soccer Club, deixou sua cidade natal para jogar pelo Barcelona Residency Academy em Casa Grande, Arizona, em 2017. Como capitão do time, integrou o elenco que terminou em terceiro lugar no US Development Academy Championships. Julian também foi eleito o melhor defendiam Best XI All-West Conference. Em março de 2017, Araujo havia se comprometido a jogar futebol universitário na Universidade da Califórnia, a partir de 2018.

### LA Galaxy II
Chegou ao Los Angeles Galaxy em 2018, atuando pelo time B primeiramente. Fez sua estreia profissional em 4 de outubro de 2018, entrando aos 88 minutos do empate de 2–2 com Seattle Sounders FC 2. Atuou em apenas duas partidas pelo time B.

### LA Galaxy
Fez sua estreia pelo time principal em 10 de fevereiro, num empate de 1–1 com o Toronto, entrando aos 65 minutos do segundo tempo. Em 1 de março de 2019, O LA Galaxy adquiriu Araújo depois de trocar 50 mil dólares de alocação específica com o Colorado Rapids para ganhar a primeira vaga na ordem de dispensa. Seu primeiro gol pelo clube norte-americano foi marcado em 15 de outubro de 2022, na vitória por 1–0 sobre o Nashville na primeira rodada do MLS Cup.
Ao todo, Araujo atuou em 108 partidas, marcou  dois gols e distribuiu 20 assistências. Ascendendo ao time principal em 2019, foi titular absoluto durante sua passagem no clube e integrou em 2021 e 2022  MLS All-Star.

### Barcelona
Em 1 de fevereiro de 2023, o Barcelona e LA Galaxy chegaram a um acordo pela transferência de Julián. Contudo, os documentos do acordo chegaram com 18 segundos de atraso e o negócio foi vetado pela FIFA, tendo o Barcelona recorrido a Tribunal Arbitral do Esporte (CAS) que legitimou a transferência. Com isso, em 17 de fevereiro a negociação foi confirmada oficialmente com Araujo assinando contrato até 30 de junho de 2026 com o clube catalão por 4 milhões de euros. Pelo atraso, Julian foi integrado ao Barcelona B para a temporada.
Em julho de 2023, foi chamado por Xavi para integrar o elenco que iria disputar a pré-temporada nos Estados Unidos.

### Las Palmas
Em 1 de agosto de 2023, Araujo foi anunciado novo reforço dos Las Palmas por empréstimo até 30 de junho de 2024.

### Bournemouth
No dia 13 de agosto de 2024, Araujo assinou com o Bournemouth, por cinco temporadas.

## Seleção nacional

### Estados Unidos
Por seus pais serem mexicanos, Araujo pode escolher atuar pelo Estados Unidos ou pelo México. Em 2018, foi convocado para disputar Campeonato da CONCACAF Sub-20 e integrou o elenco vencedor. Depois da lesão de Ayo Akinola, Araujo foi convocado para a Copa do Mundo Sub-20 de 2019.
Araujo foi convocado pelo técnico Gregg Berhalter para treinos pela Seleção Principal em janeiro de 2020, mas atuou nenhuma vez. Fez sua estreia pelos Estados Unidos em dezembro de 2020, na goleada por 6–0 sobre El Salvador, atuando em 74 minutos. Araujo foi um dos 20 convocados para os Estados Unidos Sub-23 para Torneio Pré-Olímpico da CONCACAF Sub-23 de 2020 em março de 2021.
Em 18 de junho de 2021, Araujo foi um dos 59 selecionados na lista preliminar para a Copa Ouro da CONCACAF de 2021, mas não constou na lista final anunciada em 1 de 2021. Berhalter justificou a ausência pelo fato de sua dupla-nacionalidade e que Araujo não estava se sentindo pronto para atuar permanentemente pela Seleção Norte-americana.

### México
Em 13 de agosto de 2021, a mídia esportiva estava anunciando que Araujo solicitou a FIFA para mudar de Seleção usando a regra de mudança única. No dia 4 de outubro de 2021, foi anunciado oficialmente a FIFA aprovou seu pedido.
Em 27 de novembro de 2021, Araujo chamado pela primeira vez a Seleção Mexicana porGerardo Martino para um amistoso contra o  Chile em 8 de dezembro. Fez sua estreia neste mesmo amistoso, atuando os 90 minutos do empate de 2–2. Ao estrear, tornou-se o terceiro atleta a atuar pelas seleções princpais norte-americana e mexicana, juntamente com Martín Vásquez e Edgar Castillo.
Em 2023, integrou o elenco que terminou em terceiro lugar na Liga das Nações da CONCACAF ao vencer o Panamá por 1–0 (tendo sido titular nessa partida) e que foi convocado para disputar a Copa Ouro, tendo batido também o Panamá pelo mesmo placar.

## Títulos

### Estados Unidos Sub-20
- Campeonato CONCACAF Sub-20: 2018

### México
- Copa Ouro da CONCACAF: 2023

Prêmios individuais
- MLS All-Star: 2021, 2022